# Smiljana Komar
Smiljana Komar, slovenska jezikoslovka, * 1961.
Diplomirala je iz angleškega in francoskega jezika in književnosti. Iz jezikoslovja je doktorirala leta 1996 pod mentorstvom Mete Grosman. Predava na Oddelku za anglistiko in amerikanistiko Filozofske fakultete Univerze v Ljubljani. Pri svojem pedagoškem delu se ukvarja predvsem z angleško fonetiko in angleškim besediloslovjem.